# Václav Zykmund
Václav Zykmund (18. června 1914 Praha – 10. května 1984 Brno) byl český výtvarný kritik a teoretik, malíř, fotograf a grafik. Dále působil jako středoškolský a vysokoškolský pedagog, kurátor, překladatel, básník, spisovatel. Byl zakladatelem literární edice Ra v Rakovníku a surrealistické Skupiny Ra v Brně.

## Život
Absolvoval reálné gymnázium v Rakovníku (1925–1932) a poté studoval deskriptivní geometrii a kreslení na Přírodovědecké fakultě UK a na ČVUT. V roce 1933 vstoupil do KSČ. Roku 1936 založil v Rakovníku literární edici Ra, kterou vydával Akademický studentský spolek. V letech 1937–1939 působil jako profesor kreslení na Ruském reformním gymnáziu v Mukačevu, 1939–1945 na reformním reálném gymnáziu v Brně-Králově poli. Od roku 1940 žil v Brně se svou první ženou Marií a dcerou Olgou (narozena 8. května 1940). S druhou ženou Alenou, roz. Šlachtovou, má dceru Zuzanu (narozena 23. dubna 1978). Od počátku války v letech 1940–1948 působil spolu s L. Kunderou, Z. Lorencem, O. Mizerou ad. v postsurrealistické skupině Ra, kterou inicioval. Roku 1948 byla skupina komunistickým režimem zakázána. Do té doby Zykmund vystavoval i v zahraničí, např. na výstavách čs. moderního umění v Paříži, Bruselu, Antverpách, Luzernu.
V letech 1945–1972 byl scenáristou, výtvarníkem a režisérem animovaného filmu v Brně a pedagogem JAMU. V letech 1960–1965 byl externím pedagogem Vysoké školy výtvarných umení v Bratislavě a zároveň do roku 1972 vedoucím Katedry výtvarné teorie a výchovy na Filozofické fakultě UP v Olomouci, od roku 1966 jako docent.
Roku 1968 byl zakládajícím členem a členem výboru České společnosti pro estetiku při ČSAV. Byl členem Mezinárodní asociace výtvarných kritiků AICA, SVU Mánes, Bloku moravsko-slezských umělců v Brně, SVU Aleš, Skupiny Parabola, Sdružení Q a funkcionář SČSVU. Byl členem skupiny DOFO (Dokonalá fotografie), což byla skupina předních olomouckých fotografů, založená roku 1958. Skupina zanikla roku 1967. 
V roce 1972 byl vyloučen z KSČ a byl mu udělen zákaz činnosti v oblasti kultury. Věnoval se pak intenzivně vlastní výtvarné tvorbě.    
Zemřel v roce 1984 v Brně, urna s jeho popelem je uložena v kolumbáriu Krematoria města Brna, oddíl 2, schránka 171 (souřadnice 49.1726464N, 16.5897858E).

### Ocenění
- 1967 Cena Antonína Matějčka

## Malířské dílo
Rané dílo Václava Zykmunda bylo ovlivněno Šímou, Picassem a surrealisty, zejména Salvatorem Dalím. Stejně jako další členové Skupiny Ra postupně opouštěl předmětné zobrazení a koncem 40. let dospěl k abstrakci. Jeho pozdější dílo vzniklo po delší odmlce v letech 1972–1984. Zahrnuje grafiku, kresbu, asambláže, malbu, fotografii, několik filmů a zejména drobné koláže.
Málo známá fotografická tvorba Václava Zykmunda byla vystavena poprvé roku 1993 (Pražský dům fotografie) a znovu v Galerii Artinbox roku 2016. Zykmund byl již ve 40. letech průkopníkem „akční“ či aranžované fotografie a netradičních fotomontáží. Stal se tak spolu s Milošem Korečkem předchůdcem happeningů, akcí a performancí šedesátých let.

### Zastoupení ve sbírkách
- Národní galerie v Praze
- Moravská galerie v Brně
- Galerie výtvarného umění v Ostravě
- Muzeum umění Olomouc
- České muzeum výtvarných umění (nyní GASK v Kutné Hoře)
- Galerie hlavního města Prahy
- Alšova jihočeská galerie v Hluboké nad Vltavou
- Severočeská galerie výtvarného umění v Litoměřicích
- Galerie moderního umění v Roudnici nad Labem
- Galerie moderního umění v Hradci Králové
- Galerie výtvarného umění v Chebu
- Galerie umění Karlovy Vary
- Horácká galerie v Novém Městě na Moravě
- Krajská galerie výtvarného umění ve Zlíně
- Oblastní galerie v Liberci
- Oblastní galerie Vysočiny v Jihlavě
- Muzeum města Brna

## Literární dílo
Václav Zykmund již od svých studií na gymnáziu překládal francouzskou poezii a sám napsal několik básnických sbírek (psal poezii (Salomé, Salomé, Salomé; Antilegenda, Pastýřský orloj aneb Dvanáct slovanských tanců). Byl mimořádně aktivní jako teoretik výtvarného umění a fotografie. Zajímal se především o semiotiku F. de Saussura, povahu a roli symbolu v umělecké tvorbě ( E. Cassirer, S. Langerová ad.), teorii archetypu (C. Levy-Strauss, H. Read), o dílo uměnovědců W. Worringera, H. Hausensteina, H. Sedlmayra.
Do zákazu činnosti roku 1972 napsal vedle teoretických statí, esejí a recenzí kolem stovky textů do katalogů k výstavám (B. Matal, F. Foltýn, V. Reichmann, F. Tichý, D. Chatrný, V. Plocek, A. Beran, R. Fila, M. Stibor, R. Hliněnský, V. Makovský, M. Štolfa, V. Vašíček, B. Olešová, V. Stratil, ad.), vydal 15 knižních titulů a patřil k předním výtvarných kritikům 60. let. Po zákazu publikoval také pod cizími jmény (A. Šlachtová, L. Kolářová, T. Štefek, aj.). 

### Publikace (výběr)
- A zatímco válka (spoluautor sborníku), Rovnost Brno 1946
- Díváme se na obrazy, NČVU Praha 1956 (s Annou Zykmundovou)
- K základní otázce estetiky, SNKLHU Praha 1957
- Co je realismus? (Pokus o vymezení kategorie realismu), Československý spisovatel, Praha 1957
- František Foltýn, Praha 1957
- Vilém Plocek (Obrazy), NČVU Praha 1959
- Vilém Reichmann (cykly), SNKLU Praha 1961
- Alfred Justitz, NČVU Praha 1962
- Moderné umenie a dnešok, Bratislava 1964
- Umění, které mohou dělat všichni?, Orbis Praha 1964, 1968
- Surrealizmus, Vydavateľstvo Slovenského fondu výtvarných umení, Bratislava 1964
- Marc Chagall, SNKLU Praha 1965
- Umenie a gýč, Vydavateľstvo Slovenského fondu výtvarných umení, Bratislava 1966
- Václav Jírů, Odeon Praha 1971
- Dějiny moderního umění, Praha 1971
- Stručné dějiny moderního umění, Praha 1971
- Fotografie pro Lidové školy umění, Praha 1979, 1989 (s M. Stiborem)
- Sjezd abiturientů (beletrie), Praha 1984 (samizdat), vyd. 1992

## Výstavy

### Autorské výstavy (výběr)
- 1948 Václav Zykmund: Kresby a grafika, Dům umění města Brna, Brno
- 1964 Václav Zykmund: Grafika z let 1937–1964, Kabinet grafiky, Dům pánů z Kunštátu, Brno
- 1992 Václav Zykmund, Kabinet grafiky, Olomouc
- 1993 Václav Zykmund: Obrazy, kresby, Galerie moderního umění, Hradec Králové
- 1993 Václav Zykmund, Oblastní galerie Vysočiny v Jihlavě, Jihlava
- 1993 Václav Zykmund: Fotografie 1933–1945, Pražský dům fotografie, Praha
- 1993 Václav Zykmund: Kresby, malba a fotografie, Moravská galerie, Brno
- 1999 Václav Zykmund (1914–1984), Dům umění města Brna, Brno
- 2016 Alchymie akce: Fotografie Václava Zykmunda, Artinbox Gallery, Praha
- 2019 Václav Zykmund : Koláže, kresby a fotografie, Artinbox Gallery, Praha. 18. 6. – 12. 9. 2019,[3] prodlouženo do 7. 11. 2019.[4]
- 2024 Václav Zykmund: La vie comme elle est… (výstava ke 110. výročí narození), Galerie Platinium, Brno. 11. 6. 2024 – 8. 7. 2024